# Kanał Mozambicki
Kanał Mozambicki (fr. Canal de Mozambique, port. Canal de Moçambique, malg. Mozambika Lakandranon'i) – cieśnina na Oceanie Indyjskim pomiędzy wybrzeżem Afryki a Madagaskarem.
- Szerokość: od 422 do 950 km
- Długość: 1670 km
- Głębokość waha się od 117 do 3000 m (na torze wodnym)

Przez kanał przepływa ciepły Prąd Mozambicki (odgałęzienie Prądu Południoworównikowego). Główne porty nad kanałem to Beira w Mozambiku i Mahajanga na Madagaskarze.